# Alternativa pro nezávislé kandidáty 2020
Alternativa pro nezávislé kandidáty 2020 je české politické hnutí, registrované na Ministerstvu vnitra v červnu roku 2020 senátorem Peterem Kolibou, který byl nezávislým senátorem za ANO 2011 zvolený v ostravském obvodu, aby mohl v práci senátora pokračovat jako nezávislý.
Ve volbách do Senátu PČR v roce 2020 kromě Koliby, který mandát obhajoval, za ANK 2020 kandidovali další tři lidé:
- biochemik Zdeněk Hostomský, člen ANK 2020, senátní obvod č. 24 – Praha 9[3]
- zemědělec Radim Bača, nestraník, senátní obvod č. 69 – Frýdek-Místek[4]
- lékařka Eliška Lazarová, nestraník, senátní obvod č. 75 – Karviná[5]

Usnesením Sněmu ze dne 15. 3. 2021 o dobrovolném rozpuštění s likvidací ke dni 31. 3. 2021 vstoupilo hnutí do likvidace.